# Vanesa Arenas Comerón
Vanesa Arenas Comerón (Móstoles, 17 de noviembre de 1978) es una deportista española que compitió en judo, en la categoría de –48 kg. Ganó una medalla de bronce en el Campeonato Europeo de Judo de 2007.

## Palmarés internacional
| Campeonato Europeo | Campeonato Europeo | Campeonato Europeo | Campeonato Europeo |
| Año                | Lugar              | Medalla            | Categoría          |
| ------------------ | ------------------ | ------------------ | ------------------ |
| 2007               | Belgrado (Serbia)  | Medalla de bronce  | –48 kg             |